# Saison 1963 de la Ligue canadienne de football
Chronologie
Saison précédente Saison suivante
1963 est la sixième saison de la Ligue canadienne de football et la 80e saison depuis la fondation de la Canadian Rugby Football Union en 1884.

## Classements
| Clt   | Équipe                 | PJ | V  | D  | N | BP  | BC  | Pts |
| ----- | ---------------------- | -- | -- | -- | - | --- | --- | --- |
| +001, | Tiger-Cats de Hamilton | 14 | 10 | 4  | 0 | 312 | 214 | 20  |
| +002, | Rough Riders d'Ottawa  | 14 | 9  | 5  | 0 | 326 | 284 | 18  |
| +003, | Alouettes de Montréal  | 14 | 6  | 8  | 0 | 277 | 297 | 12  |
| +004, | Argonauts de Toronto   | 14 | 3  | 11 | 0 | 202 | 310 | 6   |

| Clt   | Équipe                           | PJ | V  | D  | N | BP  | BC  | Pts |
| ----- | -------------------------------- | -- | -- | -- | - | --- | --- | --- |
| +001, | Lions de la Colombie-Britannique | 16 | 12 | 4  | 0 | 387 | 232 | 24  |
| +002, | Stampeders de Calgary            | 16 | 10 | 4  | 2 | 427 | 323 | 22  |
| +003, | Roughriders de la Saskatchewan   | 16 | 7  | 7  | 2 | 223 | 266 | 16  |
| +004, | Blue Bombers de Winnipeg         | 16 | 7  | 9  | 0 | 302 | 325 | 14  |
| +005, | Eskimos d'Edmonton               | 16 | 2  | 14 | 0 | 220 | 425 | 4   |

## Séries éliminatoires

### Demi-finale de la Conférence de l'Ouest
- 9 novembre : Roughriders de la Saskatchewan 9 - Stampeders de Calgary 35
- 11 novembre : Stampeders de Calgary 12 - Roughriders de la Saskatchewan 39

La Saskatchewan remporte la série 48 à 47.

### Finale de la Conférence de l'Ouest
- 16 novembre : Lions de la Colombie-Britannique 19 - Roughriders de la Saskatchewan 7
- 20 novembre : Roughriders de la Saskatchewan 13 - Lions de la Colombie-Britannique 8
- 23 novembre : Roughriders de la Saskatchewan 1 - Lions de la Colombie-Britannique 36

La Colombie-Britannique gagne la série au meilleur de trois matchs 2 à 1 et passe au match de la coupe Grey.

### Demi-finale de la Conférence de l'Est
- 9 novembre : Alouettes de Montréal 5 - Rough Riders d'Ottawa 17

### Finale de la Conférence de l'Est
- 16 novembre : Tiger-Cats de Hamilton 45 - Rough Riders d'Ottawa 0
- 24 novembre : Rough Riders d'Ottawa 35 - Tiger-Cats de Hamilton 18

Hamilton remporte la série 63 à 35 et passe au match de la coupe Grey.

### 51ecoupe Grey
- 30 novembre : Les Tiger-Cats de Hamilton gagnent 21-10 contre les Lions de la Colombie-Britannique au stade de l'Empire à Vancouver (Colombie-Britannique).

## Honneurs individuels
- Trophée Schenley du meilleur joueur : Russ Jackson (en) (QA), Rough Riders d'Ottawa
- Trophée Schenley du meilleur joueur de ligne : Tom Brown (en) (SEC), Lions de la Colombie-Britannique
- Trophée Schenley du meilleur Canadien : Russ Jackson (en) (QA), Rough Riders d'Ottawa
- Trophée Jeff-Russel (courage, habileté, jeu propre et esprit sportif dans la Conférence de l'Est) : Garney Henley (DD), Tiger-Cats de Hamilton